# Gare de Bagneux
La gare de Bagneux, aussi appelée Bagneux-Pont Royal, est une gare ferroviaire française de la ligne de Sceaux, située dans la commune de Cachan (département du Val-de-Marne), à proximité immédiate de Bagneux (département des Hauts-de-Seine).
C'est une gare de la Régie autonome des transports parisiens (RATP) desservie par les trains de la ligne B du RER.

## Situation ferroviaire

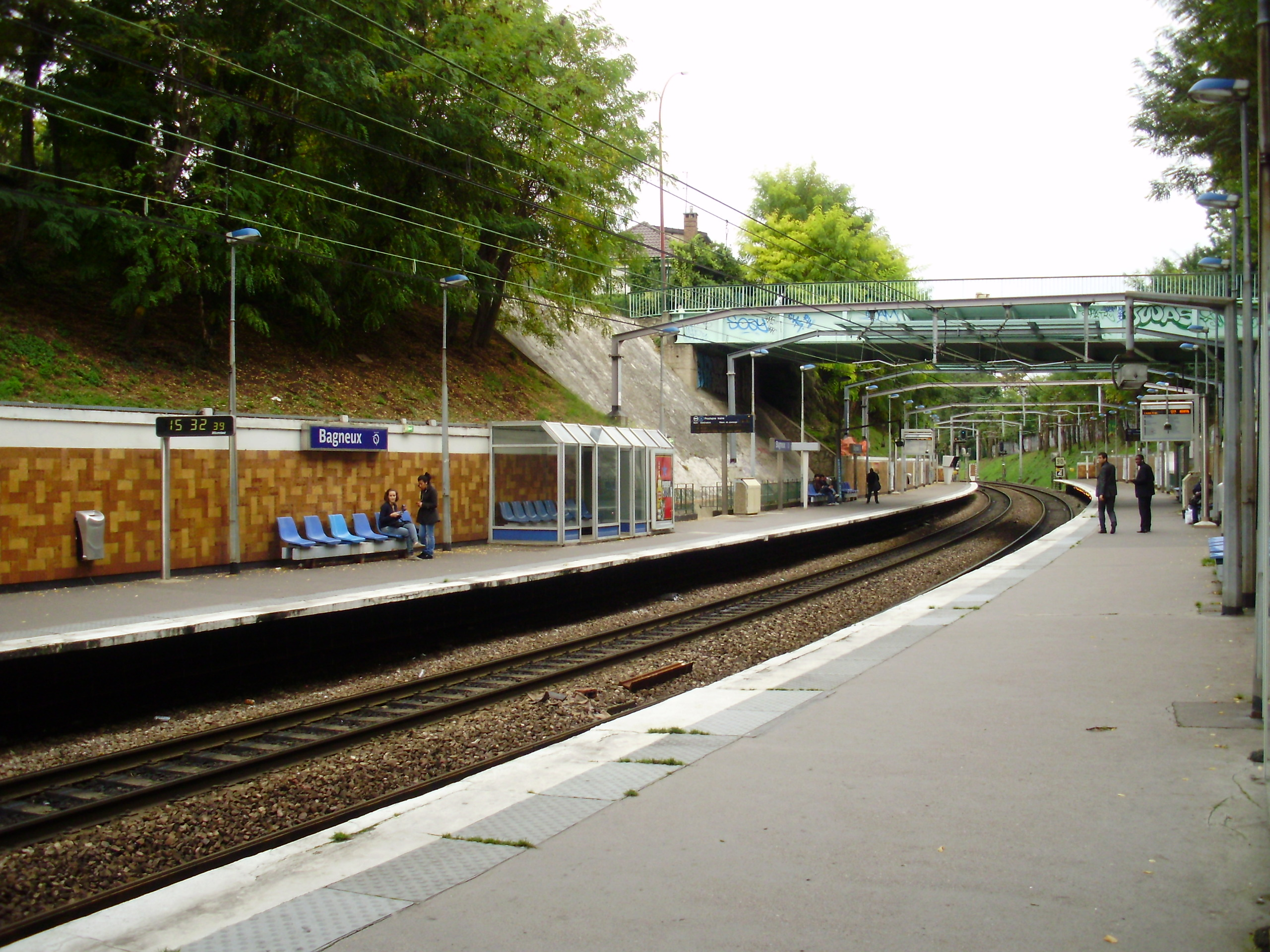
Vue des quais en direction du nord. Le pont routier du Loing (en vert) enjambe la gare.

La gare se situe à Cachan, au bord de la D920 (ex-RN20), nommée avenue Aristide-Briand à cet endroit, artère qui marque la limite communale et départementale avec Bagneux (Hauts-de-Seine).

## Histoire
La gare est ouverte par la Compagnie du chemin de fer métropolitain de Paris (CMP) sur la ligne de Sceaux dans les années 1930. Elle est desservie par les trains de la ligne B du RER.
Alors que les sections de la ligne situées de part et d'autre ont approximativement une trajectoire nord-sud (ou sud-nord, selon le sens du parcours), le tracé  adopte sur quelques centaines de mètres un tracé approximativement est-ouest (ou ouest-est) en franchissant perpendiculairement la D920 (ex-RN20). La gare est située juste à l'extrémité orientale du souterrain passant sous cette route : il est emprunté par les trains en provenance ou à destination de Robinson ou de Saint-Rémy-lès-Chevreuse. Les deux quais sont aménagés sur une section en courbe assez prononcée. L'accès aux quais se fait uniquement par leur extrémité ouest, où est établi le bâtiment voyageurs, construit au-dessus des deux voies, situées en contrebas de la voirie urbaine environnante (dont, au sein de celle-ci, le pont du Loing qui enjambe les voies et les quais). Près de celui-ci et de l'extrémité est des quais, les eaux de l'aqueduc du Loing et du Lunain franchissent elles-aussi, dans un conduit forcé souterrain, les installations ferroviaires.
Bien que nommée Bagneux, la gare se situe sur le territoire de Cachan ; elle porte également le nom de « Pont Royal », une voie publique au sud de la gare étant appelée « avenue du Pont-Royal ». Elle est donc l'une des deux gares RER de Cachan, l'autre étant la gare d'Arcueil - Cachan, à la limite d'Arcueil, à 800 mètres environ, au nord, sur la même ligne.
En 2011, 1 985 787 voyageurs sont entrés à cette gare.

## Service des voyageurs

### Accès
La gare compte deux accès :
- l'accès no 1 « avenue Aristide Briand - Cachan » est l'accès principal depuis le bâtiment voyageurs et est situé sur le territoire communal de Cachan.
- l'accès no 2 « avenue Aristide Briand - Bagneux » est situé sur le territoire communal de Bagneux.

Accès à la gare
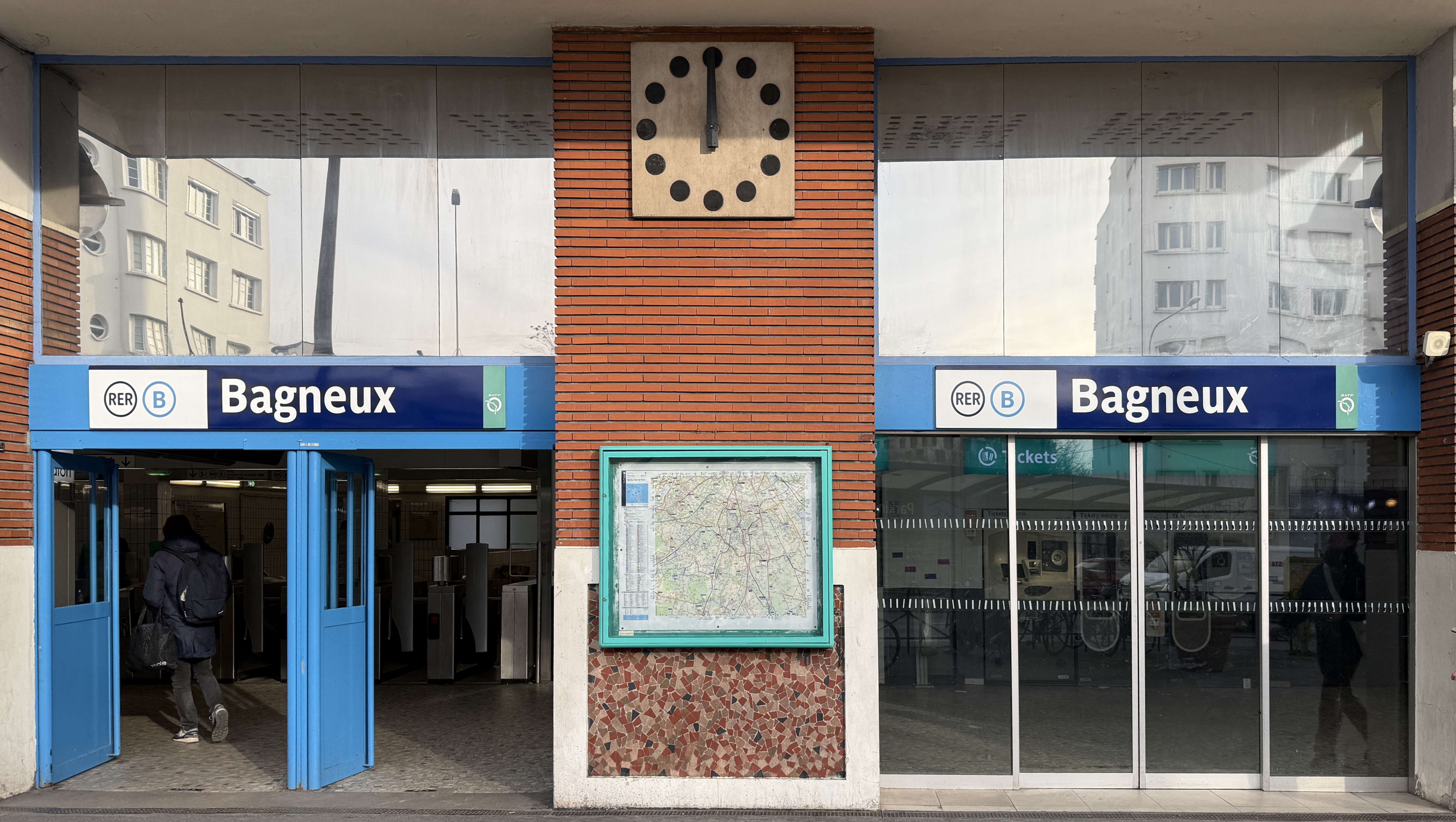
L'accès no 1 « Avenue Aristide Briand - Cachan ».
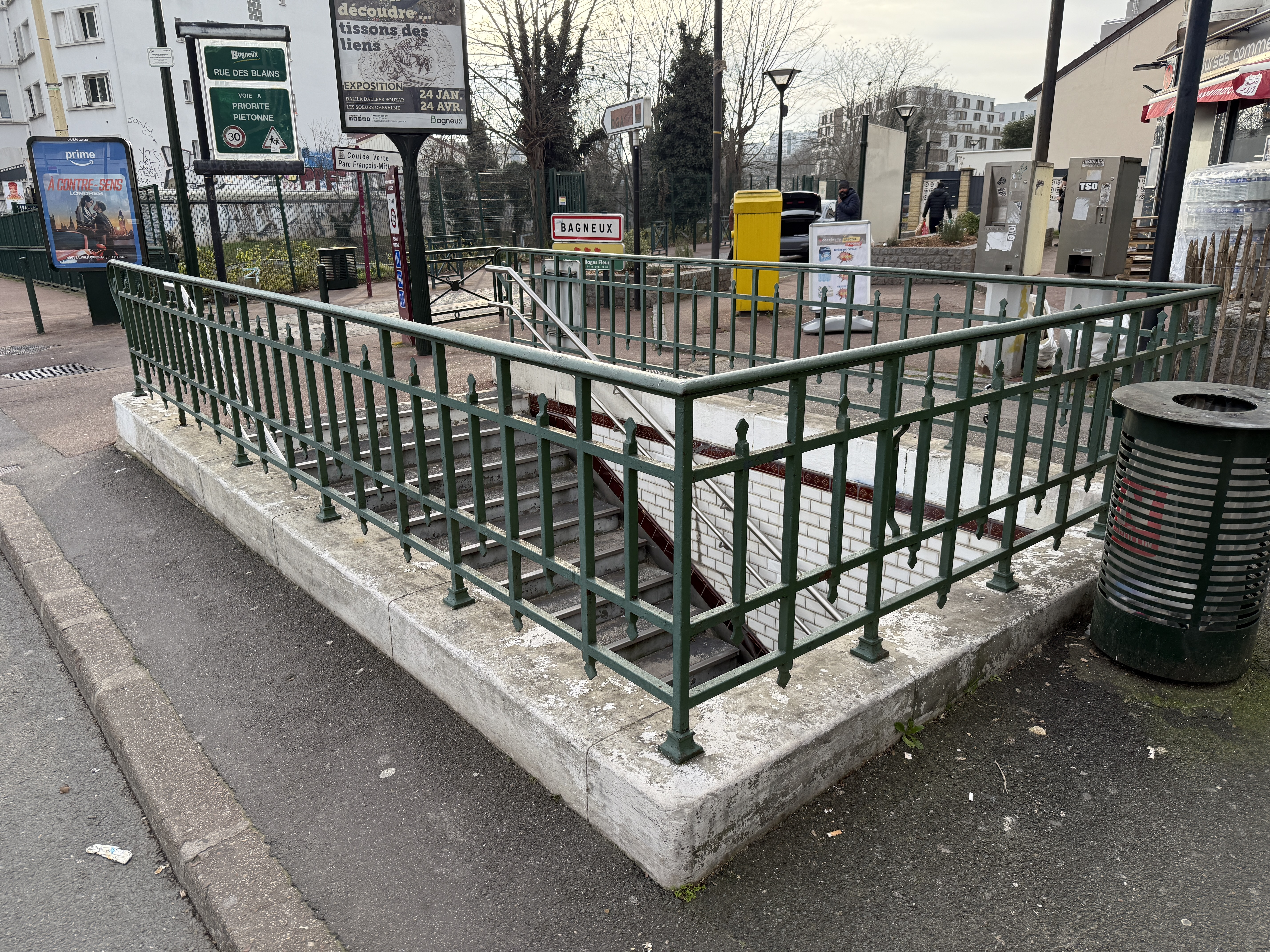
L'accès no 2 « Avenue Aristide Briand - Bagneux ».

### Intermodalité
La gare est desservie par les lignes 197 et 391 du réseau de bus RATP, par la ligne v3 du réseau de bus Valouette, et, la nuit, par la ligne N14 du réseau de bus Noctilien.

## Lieu de mémoire
À quelques centaines de mètres de la sortie de la gare, le long de la voie en direction de Bourg-la-Reine, se dresse une croix, autrefois simple croix noire sans inscription, actuellement blanche et portant l'inscription « André OX - FFI ». Il s'agit d'un mémorial entretenu par un conducteur de la ligne de Sceaux en souvenir du résistant FFI d'origine arménienne André Ox (de son vrai nom Oxy), né à Moscou en 1925 et tué à cet endroit d'une balle allemande dans la tête lors des combats de la Libération le 24 août 1944, à 18 ans. Il existe également une rue André-Ox à Bagneux.